# Corythornis leucogaster
Il martin pescatore ventrebianco (Corythornis leucogaster (Fraser, 1843)) è un piccolo martin pescatore originario dell'Africa subsahariana.

## Tassonomia
La specie fu descritta per la prima volta dallo zoologo britannico Louis Fraser nel 1843 con il nome binomiale Halcyon leucogaster.
Di solito si riconoscono tre sottospecie, anche se in passato ne sono state descritte di più:
- C. l. leucogaster (Fraser, 1843) - vive dal sud-ovest della Nigeria al sud del Camerun, sull'isola di Bioko, in Gabon e nel nord-ovest dell'Angola;
- C. l. bowdleri (Neumann, 1908) - si trova nel sud della Mauritania, sui monti dei Mandingo in Mali, dalla Guinea al sud del Ghana;
- C. l. leopoldi (A. J. C. Dubois, 1905) - frequenta il bacino dello Zaire, dall'est del Congo al sud-ovest dell'Uganda e al nord-ovest dello Zambia.[5]

## Descrizione

### Dimensioni
La specie misura circa 13 cm di lunghezza.

### Aspetto
Questi martin pescatori si distinguono per la macchia frontale ruggine e le sottili sopracciglia ruggine sfumate di malva. Sulla fronte e sul cappuccio blu-neri, le piume sono finemente barrate di blu oltremare brillante. Le redini sono scure, i baffi, le guance e le copritrici auricolari sono di un marrone vinoso. Una macchia longitudinale bianca è presente sul lato del collo. La nuca e il resto del dorso fino alla coda sono di colore blu oltremare che contrasta leggermente con il groppone più brillante. Le ali hanno una tonalità nerastra, mentre le copritrici sono bordate di blu oltremare brillante. I lati del petto e i fianchi sono marrone-rossicci e risaltano nettamente rispetto al resto delle parti inferiori bianche. Il becco è rosso-arancione, più bruno sulla parte superiore. L'iride è bruno scuro, le zampe rosse. I due adulti sono simili tra loro. Il giovane si distingue dai genitori per il mantello macchiettato di blu, la corona più marcatamente barrata e il becco nero.

## Distribuzione e habitat
Questo martin pescatore vive nelle foreste primarie e secondarie dense, dove si trattiene generalmente all'ombra della vegetazione, posato a bassa altezza. Frequenta anche gli intrichi vegetali lungo i fiumi, le radure paludose, le rive dei corsi d'acqua a rapido flusso con blocchi rocciosi, le paludi di mangrovie e gli estuari. È stato osservato anche nella vegetazione bassa delle foreste secche, nei cespugli di Marquesia e nelle foreste a galleria.
La sua area di distribuzione, molto frammentata, si trova principalmente in Africa occidentale ed equatoriale, dalla Mauritania al Lago Vittoria e da Bioko fino al nord dell'Angola. Occupa tutte le altitudini dal livello del mare fino a 1200 metri. Generalmente poco comune nella maggior parte del suo areale, è tuttavia abbondante in Gabon e nel sud-ovest del Mali. È una specie sedentaria.

## Biologia

### Comportamento
Questo uccello discreto e solitario si posa a bassa altezza, osservando il suolo o l'acqua. I posatoi utilizzati comprendono sia rocce nei fiumi, grandi graminacee sulle rive, banani nelle piantagioni, che arbusti o fili elettrici. Nell'Africa centrale forestale normalmente frequenta solo ruscelli e piccoli fiumi in ambiente boschivo. Da fermo, assume atteggiamenti piuttosto simili a quelli degli altri martin pescatori, scuotendo di tanto in tanto la testa e raddrizzando rapidamente la coda. Il suo volo è rapido, diretto e radente al suolo.

### Alimentazione
Questo vero martin pescatore si nutre in egual misura di pesci e insetti. L'elenco delle sue prede non è esaustivo: libellule, damigelle, larve di insetti acquatici, blatte, coleotteri, termiti, formiche, vespe, ma anche granchi ragno, lombrichi, rane, girini, lucertole. A tutta questa varietà si aggiungono naturalmente piccoli pesci che cattura cacciando all'agguato.

### Riproduzione
Durante le parate nuziali, i due partner si inseguono emettendo richiami e cambiando continuamente posatoio, ma sempre in uno spazio limitato e poco esteso. Sebbene normalmente siano piuttosto discreti, in queste occasioni producono un richiamo piuttosto sonoro, tsiirrirrirri tieup tieup tieup, oppure compiono, fianco a fianco, movimenti bruschi di saluto reciproco, accompagnati da colpetti di coda. Simili parate sono state osservate all'inizio di settembre e all'inizio di gennaio. Il nido è una galleria scavata in una riva o in un terrapieno. La covata è generalmente composta da due uova. La deposizione avviene in periodi diversi a seconda della regione: a luglio e ottobre in Camerun, a dicembre o anche prima in Gabon. Alla fine di gennaio è stato osservato un giovane nutrito da un adulto: prima di porgergli un piccolo pesce, l'adulto lo colpiva vigorosamente contro un ramo per ucciderlo.